# Podgaje (powiat opatowski)
Podgaje – osada w Polsce w województwie świętokrzyskim, w powiecie opatowskim, w gminie Ożarów.
W latach 1975–1998 miejscowość położona była w województwie tarnobrzeskim.
W miejscowości pozostały tylko ruiny budynków.